# Canis aureus naria
Lo sciacallo dello Sri Lanka  (canis aureus naria, Wroughton, 1916), noto anche come sciacallo dell'India meridionale, è una sottospecie di c. aureus originaria dell'India meridionale e dello Sri Lanka.

## Descrizione
Nell'India meridionale, i maschi adulti misurano in media 73 cm di lunghezza, mentre le femmine misurano 66 cm. Il peso varia dai 5 ai 9 kg. In Sri Lanka, possono raggiungere dimensioni leggermente maggiori rispetto ai loro cugini della terraferma. Gli sciacalli nello Sri Lanka, sebbene classificati come la stessa sottospecie di quelli nell'India meridionale, hanno un lobo radicato sul lato interno del terzo premolare superiore . Il mantello invernale degli sciacalli dello Sri Lanka è più corto, più liscio e non così ispido di quello degli sciacalli dell'India settentrionale. Il mantello è anche più scuro sul dorso, essendo nero e macchiato di bianco. La parte inferiore è più pigmentata su mento, sulla gola posteriore, sul petto e sul ventre, mentre gli arti sono color ocra ruggine o marrone chiaro. La muta si verifica prima nella stagione rispetto agli sciacalli dell'India settentrionale e la pelle generalmente non schiarisce di colore.

## Distribuzione
Sulla terraferma asiatica, lo sciacallo dello Sri Lanka si trova in tutta la parte meridionale della penisola indiana, da Thana vicino a Bombay nel nord-ovest verso sud attraverso il Ghati occidentali, a Mysore nel Ghati orientali e a Madura. Può essere trovato in tutto lo Sri Lanka.